# Valdáliga
Valdáliga település Spanyolországban, Kantábria autonóm közösségben. Valdáliga San Vicente de la Barquera, Comillas, Udías, Cabezón de la Sal, Ruente, Cabuérniga, Rionansa és Herrerías községekkel határos. Lakosainak száma 2152 fő (2024).

## Népesség
A település népessége az elmúlt években az alábbi módon változott:
| Lakosok száma | 2525 | 2410 | 2364 | 2306 | 2317 | 2299 | 2218 | 2182 | 2162 | 2152 |
|               | 2001 | 2004 | 2007 | 2009 | 2012 | 2014 | 2017 | 2019 | 2022 | 2024 |